# Vlado Brinovec
Vlado Brinovec, slovenski plavalec in infektolog, * 20. februar 1941, Kranj, † avgust 2006.
Brinovec je za Jugoslavijo nastopil na Poletnih olimpijskih igrah 1960 v Rimu, kjer je nastopil v moški štafeti 4 x 200 m prosto in z njo osvojil sedmo mesto v drugi kvalifikacijski skupini prvega kroga tekmovanja. Bil je večkratni jugoslovanski državni prvak v plavanju na 200, 400 in 1500 m prosto. Leta 1959 je osvojil zlato medaljo na sredozemskih igrah na 400 m prosto.
Leta 1968 se je zaposlil na Kliniki za infekcijske bolezni in vročinska stanja na Univerzitetnem kliničnem centru Ljubljana ter tu deloval dobrih 36 let vse do upokojitve. Leta 1974 je opravil specialistični izpit iz interne medicine, nato še specialistični izpit iz infektologije. Leta 1992 je doktoriral iz področja virusnega hepatitisa B, leta 2002 pa pridobil naziv izrednega profesorja. Njegovo ožje področje so predstavljali virusni hepatitisi. Kot športni zdravnik je nekaj časa skrbel za državno hokejsko in košarkarsko reprezentanco, bil je tudi sekretar Združenja športnih zdravnikov Slovenije.